# The Waeve
The Waeve (estilizado como The WAEVE) es el primer álbum de estudio de la banda del mismo nombre, un dúo formado por los cantautores ingleses Graham Coxon y Rose Elinor Dougall. El álbum fue publicado el 3 de febrero de 2023 a través Transgressive Records.

## Antecedentes
El dúo y el álbum se anunciaron por primera vez el 20 de abril de 2022 junto con un sencillo independiente llamado «Here Comes the Waeve». También anunciaron el sencillo principal «Something Pretty» ese día; el sencillo fue lanzado el 5 de mayo. Se lanzaron cuatro sencillos más antes del álbum: «Can I Call You» el 6 de septiembre, «Drowning» el 24 de octubre, «Kill Me Again» el 29 de noviembre, y «Over and Over» el 19 de enero de 2023. Se lanzaron videos musicales para «Can I Call You» y «Kill Me Again», ambos dirigidos por David J. East.
Coxon y Dougall se conocieron por primera vez en diciembre de 2020 en una recaudación de fondos para la Cruz Roja Libanesa en el Jazz Café en Camden Town, Londres, donde actuó Coxon. Posteriormente, los dos comenzaron a salir y tuvieron una niña juntos. El nombre del dúo se inspiró en una antigua ortografía en inglés de la palabra “mar” como “S-A-E”, que apunta a su inspiración en la música folk inglesa, letras centradas en el agua y “una especie de reconciliación de sentirse en desacuerdo con lo que [estaba] pasando en” el Reino Unido en ese momento.

## Composición
Cuando se le pidió una lista de los álbumes que inspiraron a The Waeve en una entrevista con BrooklynVegan, Coxon nombró Laughing Stock de Talk Talk, In the Court of the Crimson King de King Crimson, Camembert Electrique de Gong, The Soul Queen of New Orleans de Irma Thomas, Still Life de Van der Graaf Generator y Right of Passage de Martin Carthy; y Dougall nombró Tender Buttons de Broadcast, Unhalfbricking de Fairport Convention, Colossal Youth de Young Marble Giants y Signs of Life de Penguin Cafe Orchestra.

## Recepción de la crítica
En Metacritic, el álbum obtuvo un puntaje promedio de 80 sobre 100, basado en 8 críticas, lo cual indica “reseñas generalmente favorables”.

## Lista de canciones
Todas las canciones escritas y compuestas por Graham Coxon y Rose Elinor Dougall.
1. «Can I Call You» – 4:23
2. «Kill Me Again» – 4:09
3. «Over and Over» – 6:13
4. «Sleepwalking» – 5:57
5. «Drowning» – 6:04
6. «Someone Up There» – 2:41
7. «All Along» – 5:33
8. «Undine» – 7:47
9. «Alone and Free» – 4:48
10. «You're All I Want to Know» – 6:04

## Créditos y personal
Créditos adaptados desde las notas de álbum de The Waeve.
- Graham Coxon – voz principal, saxofón, guitarra, producción, ingeniero de audio
- Rose Elinor Dougall – voz principal, producción
- James Ford – ingeniero de mezclas, producción adicional, instrumentos adicionales
- Elysian Quartet – instrumentos de cuerda